# Кислов, Александр Сергеевич
Алекса́ндр Серге́евич Кисло́в (род. 4 ноября 1984) — российский легкоатлет, специалист по многоборьям. Выступал за сборную России по лёгкой атлетике в конце 2000-х — начале 2010-х годов, победитель Кубка Европы в командном зачёте, победитель и призёр первенств национального значения, участник ряда крупных международных стартов. Представлял Иркутскую область.

## Биография
Александр Кислов родился 4 ноября 1984 года.
Впервые заявил о себе на взрослом всероссийском уровне в сезоне 2005 года, когда выиграл бронзовые медали в семиборье на зимнем чемпионате России в Краснодаре и в десятиборье на летнем чемпионате России в Туле.
В 2007 году стал серебряным призёром на зимнем чемпионате России в Краснодаре, уступив в программе семиборья только Александру Погорелову.
На чемпионате России 2008 года в Челябинске взял бронзу в десятиборье. На Кубке Европы по легкоатлетическим многоборьям в Хенгело закрыл десятку сильнейших личного зачёта и стал пятым в мужском командном зачёте.
В 2009 году с третьим результатом мирового сезона (5934 очка) одержал победу на зимнем чемпионате России в Пензе. Попав в основной состав российской национальной сборной, удостоился права защищать честь страны на чемпионате Европы в помещении в Турине, однако провалил здесь все попытки в прыжках в длину и досрочно завершил выступление.
В 2010 году получил бронзу в семиборье на зимнем чемпионате России в Пензе и в десятиборье на летнем чемпионате России в Чебоксарах. На Кубке Европы в Таллине занял седьмое место в личном зачёте и помог своим соотечественникам выиграть серебряные медали командного зачёта.
В 2011 году принимал участие в чемпионате Европы в помещении в Париже — набрал в сумме всех дисциплин семиборья 5970 очков, расположившись в итоговом протоколе соревнований на седьмой строке. На Кубке Европы в Торуне вместе с российской сборной одержал победу в командном зачёте.